# Госпитальный Вал
Госпита́льный Вал — улица, входящая в Камер-Коллежский вал, на границе Басманного района и района Лефортово Москвы, расположена между Госпитальной площадью и железнодорожной линией Казанского направления. Названа в 1922 году. Ранее — Госпитальный Камер-Коллежский Вал, возникла на участке Камер-Коллежского Вала, примыкавшего к госпиталю.
Госпитальный Вал начинается от Госпитальной площади, проходит на северо-восток до железнодорожной линии Казанского направления (у платформы «Электрозаводская»), за которой продолжается как Семёновский проезд и улица Семёновский Вал. Слева к ней примыкают улица Новая Дорога и Гольяновская улица, справа — Крюковская улица, Княжекозловский переулок, Ухтомская и Боровая улицы. Здесь расположен комплекс Главного военного госпиталя имени Н. Н. Бурденко и Введенское кладбище.

## Здания и сооружения
По нечётной стороне:
- № 3а — детский сад № 2617;

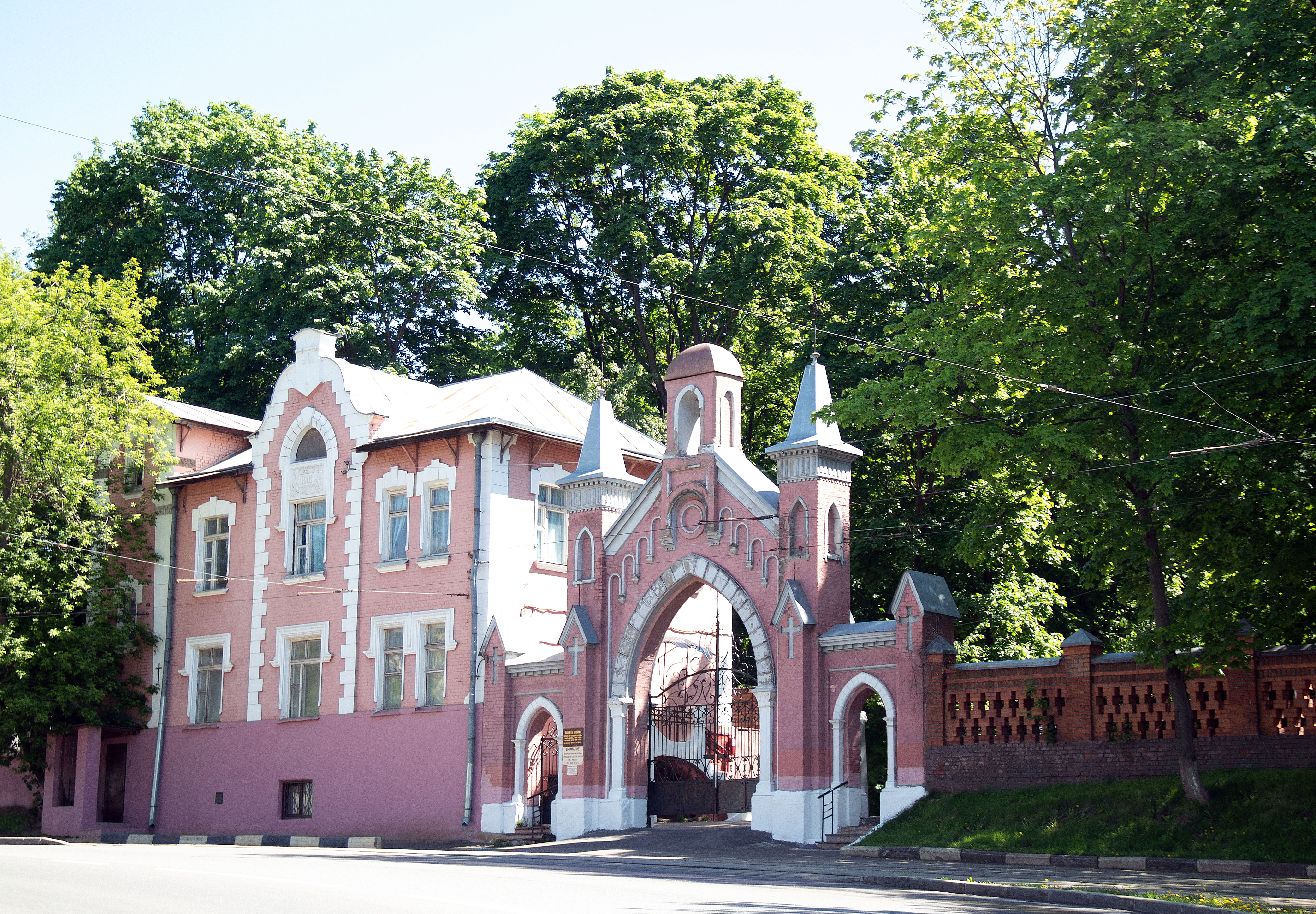
Западный вход на Введенское кладбище. Вид от Госпитального Вала

- № 3, корпус 1 — детский сад № 452;
- № 3, корпус 4 — детский сад № 53;
- № 5, корпус 8 — многоквартирный 14-этажный жилой дом (на месте снесённого 5-этажного кирпичного дома). В рамках гражданской инициативы «Последний адрес» 21 января 2018 года на доме был установлен мемориальный знак с именем экономиста Александра Афанасьевича Новосельца, расстрелянного сотрудниками НКВД в годы сталинских репрессий[3]. Согласно базам данных правозащитного общества «Мемориал» в годы Большого террора были расстреляны как минимум 15 жильцов этого дома[4]. Число погибших в лагерях ГУЛАГа не установлено.
- № 5, корпус 10 — городская поликлиника № 129, филиал № 2;
- № 5, корпус 19 — школа № 435;
- № 5, корпус 20 — детский сад № 1979;
- № 5, строение 2 — библиотека № 12 им. Н. Ф. Погодина;

По чётной стороне:
- № 2 — Церковь Воскресения Словущего во дворе общины «Утоли моя печали» (1903, архитектор И. И. Поздеев), объект культурного наследия регионального значения[5]

## Транспорт
- Трамваи: 32, 46
- Автобусы: 695, 730